# Aneka Kerr
Aneka Louise Kerr, coniugata Davis (Rangiora, 1º marzo 1981), è un'ex cestista neozelandese.

## Carriera
Con il Nuova Zelanda ha disputato i Giochi olimpici di Atene 2004 e quelli di Pechino 2008.